# The Elder Scrolls VI
The Elder Scrolls VI (titolo provvisorio) è un videogioco di ruolo d'azione di prossima uscita sviluppato da Bethesda Game Studios e pubblicato da Bethesda Softworks. Sarà il sesto capitolo principale della serie The Elder Scrolls, dopo The Elder Scrolls V: Skyrim del 2011. Il gioco dovrebbe essere pubblicato per Windows e Xbox.
Il progetto è guidato dal game director Todd Howard, che riprende i suoi doveri dai precedenti giochi della serie, così come da altri giochi sviluppati da Bethesda Game Studios. The Elder Scrolls VI sarà il secondo gioco sviluppato sul motore interno dello studio, Creation Engine 2, dopo Starfield (2023). Il gioco è entrato in pre-produzione nel 2018, Starfield formalmente durante la conferenza Electronic Entertainment Expo (E3) 2018 di Bethesda. Il gioco è entrato in produzione attiva nel 2023 dopo il completamento e il lancio di Starfield.

## Sviluppo

### Background
Nel giugno 2016, Todd Howard, direttore e produttore esecutivo di Bethesda Game Studios, ha confermato l'intenzione dello sviluppatore di realizzare un nuovo capitolo della serie The Elder Scrolls, descrivendo lo status del gioco come "una specie di elefante nella stanza", affermando che "È bello dire ai nostri fan in questi momenti, sì, certo che stiamo realizzando The Elder Scrolls VI." Ha messo in guardia le aspettative per quanto riguarda i progressi del gioco avvertendo che era lontano e che ci sarebbe voluto molto tempo per completarlo prima del suo eventuale lancio.
Questo piano di pubblicazione è stato ribadito nell'ottobre 2018 dal produttore di ZeniMax Online Studios Matt Firor che ha paragonato la tempistica d'uscita di The Elder Scrolls VI in relazione a Starfield e ai precedenti giochi sviluppati da Bethesda Game Studios, affermando "Puoi tornare indietro e contare gli anni tra le uscite di Bethesda Game Studios e ti farai un'idea che [The Elder Scrolls VI] non arriverà presto". Ha inoltre avanzato la prospettiva che l'industria dei giochi sarebbe stata in una nuova generazione di hardware di gioco entro l'uscita del gioco. Lo stato di uscita di The Elder Scrolls VI è stato nuovamente chiarito nel maggio 2020, quando il Senior Vice President of Global Marketing & Communications di Bethesda Softworks, Pete Hines, ha risposto a un utente su Twitter in merito a quando sarebbero uscite ulteriori informazioni sul gioco. Hines ha risposto: "È dopo Starfield, di cui non sai praticamente nulla. Quindi, se vieni da me per i dettagli ora e non tra anni, non riesco a gestire correttamente le tue aspettative".
Nel marzo 2019, attraverso un video promozionale per commemorare il 25º anniversario della serie The Elder Scrolls, Bethesda ha annunciato che la YouTuber Shirley Curry, altrimenti nota online come la "nonna di Skyrim", sarebbe apparsa in The Elder Scrolls VI come personaggio non giocante (NPC), raffigurato attraverso la fotografia in motion capture. L'inclusione di Curry nel gioco è avvenuta a seguito di una petizione dei fan avviata su Change.org al fine di "immortalarla" nel gioco a seguito di un commento che ha fatto, esprimendo rammarico per non essere stata in grado di giocare al gioco entro la sua uscita a causa della sua età. Allo stesso modo, Bethesda Game Studios ha incluso un cameo di un'altra figura importante nella comunità dei fan di The Elder Scrolls in uno dei loro giochi, la vittima del cancro Erik "Immok the Slayer" West, che è apparso come l'NPC "Erik the Slayer" in The Elder Scrolls V: Skyrim (2011), che ha ispirato il movimento dei fan che sostengono l'aggiunta di Curry al gioco. Il video descrive in dettaglio i piani per il gioco per utilizzare la tecnologia della fotogrammetria al fine di catturare paesaggi e tipografia del mondo reale e utilizzarli per rappresentare la scala del mondo di gioco, citando la necessità di "spingere la nostra tecnologia futura per i giochi a livelli che non abbiamo mai fatto prima".
Quando l'acquisizione di ZeniMax Media da parte di Microsoft è stata completata nel marzo 2021, i vari studi di sviluppo di Bethesda Softworks, tra cui Bethesda Game Studios, sono entrati a far parte degli Xbox Game Studios interni di Microsoft. Il CEO di Xbox Phil Spencer ha chiarito lo stato del rapporto di Bethesda con Xbox in futuro, sottolineando che mentre avrebbero onorato gli obblighi contrattuali esistenti e continuato a supportare i titoli in corso su altre piattaforme, la maggior parte dei titoli futuri dell'editore sarebbe stata spedita esclusivamente su "piattaforme in cui Xbox Game Pass esiste", e che il potenziale di avvantaggiare i clienti Xbox con contenuti esclusivi è stato il motivo principale per cui le due parti hanno formato una partnership.
In un'intervista del 2021, Todd Howard ha confermato che era in fase di progettazione e che la tecnologia del gioco si sarebbe basata sul lavoro di base stabilito da Starfield, che è il primo gioco di Bethesda Game Studios ad essere alimentato dal loro motore proprietario Creation Engine 2. Howard anticipò che il gioco sarebbe "arrivato circa 15-17 anni dopo Skyrim".

### Produzione
Nell'agosto 2023, Todd Howard ha descritto il suo intento dietro The Elder Scrolls VI come quello di voler realizzare "il simulatore definitivo del mondo fantastico" e che c'erano molte direzioni da prendere con quell'obiettivo a causa del tempo trascorso dall'uscita di Skyrim. Il gioco è entrato in produzione attiva più tardi quel mese dopo il completamento dello sviluppo di Starfield.
Il 25 marzo 2024, Bethesda Game Studios ha celebrato il 30º anniversario di The Elder Scrolls, affermando che The Elder Scrolls VI è ancora in fase di sviluppo e che le prime build sono già in fase di gioco.

## Pubblicazione
Il gioco è stato annunciato formalmente durante la conferenza di Bethesda all'evento Electronic Entertainment Expo 2018 il 10 giugno di quell'anno, dove Todd Howard ha presentato un breve teaser trailer e ha rivelato che il progetto aveva iniziato la pre-produzione, con il suo lancio previsto per seguire le uscite degli imminenti giochi dello studio in fase di sviluppo, Fallout 76 (2018) e Starfield (2023).
Nel settembre 2020, Microsoft ha stipulato un accordo per acquisire la società madre di Bethesda Softworks, ZeniMax Media, per 7,5 miliardi di dollari, ricevendo così la proprietà dei vari team di sviluppo di Bethesda, tra cui Bethesda Game Studios, come parte di Xbox Game Studios. L'esclusività del gioco per le console Windows e Xbox è stata ripetutamente confermata. Al completamento dell'acquisizione di ZeniMax, il CEO di Xbox Phil Spencer ha dichiarato che rendere i futuri giochi Bethesda esclusivi per le loro piattaforme è stato fatto per significare il suo impegno a portare "il pacchetto completo di ciò che abbiamo", un sentimento che ha condiviso per altri franchise sotto l'ombrello di Xbox; ha anche detto che il gioco verrà lanciato dopo il prossimo gioco Fable di Playground Games. Prima dell'acquisizione di ZeniMax Media da parte di Microsoft, il gioco aveva inizialmente come data di lancio il 2024.
Nel giugno 2023, Phil Spencer ha fornito un aggiornamento sui tempi di uscita del gioco in occasione di un'audizione della Federal Trade Commission (FTC) in merito alla proposta di acquisizione di Activision-Blizzard da parte di Microsoft, affermando che il titolo era ancora stimato a "più di cinque anni di distanza" dal lancio e che qualsiasi piattaforma di destinazione era indecisa in quella particolare fase. I documenti interni trapelati presentati alla FTC dal periodo di prova hanno riconfermato l'esclusività del gioco per Xbox e PC, rivelando anche che il lancio del gioco era previsto per il 2026.